# Streganz-Pechhütte
Streganz-Pechhütte ist ein Wohnplatz im Ortsteil Gräbendorf der Gemeinde Heidesee im Landkreis Dahme-Spreewald in Brandenburg.

## Geografische Lage
Der Wohnplatz liegt im südlichen Teil der Gemarkung von Heidesee und grenzt dort im Süden an die Gemeinde Münchehofe. Nördlich liegt der Wohnplatz Prieros-Ziegelei, östlich der  Wohnplatz Streganzberg. Im Westen fließt die Dahme von Süden kommend in nördlicher Richtung am Wohnplatz vorbei.

## Geschichte
Im Jahr 1705 wurde erstmals eine Streganzsche Teerhütte urkundlich erwähnt, die dem Amt Storkow gehörte. Im Jahr 1801 ist von einem Teerofen die Rede. Er wurde in einem Ortschaftsverzeichnis aus dem Jahr 1858 als einer von sieben Abbauten erwähnt und als Streganzer Pechhütte bezeichnet. Sechs Jahre später wurde der Teerofen abgebrochen. Mit Wirkung zum 1. Mai 1878 erfolgte der Anschluss des Wohnplatzes an eine Postagentur mit Landbriefbestellung. Zum Ende des 19. Jahrhunderts lebte in Streganz-Pechhütte ein Arbeiter und Büdner Karl Ludwig Fischer, der zwei Parzellen in der Gemarkung Forst Klein Wasserburg und der Gemarkung Streganz tauschte. Der Büdner August Wilhelm Lehmann erwarb hingegen am 13. September 1910 eine an der Dahme gelegene Wiese in Wendisch Buchholz. Der Wohnplatz erschien erneut im Jahr 1931 bei der Umwandlung des Gemeindebezirks von Streganz in eine Landgemeinde.